# Potichomanie

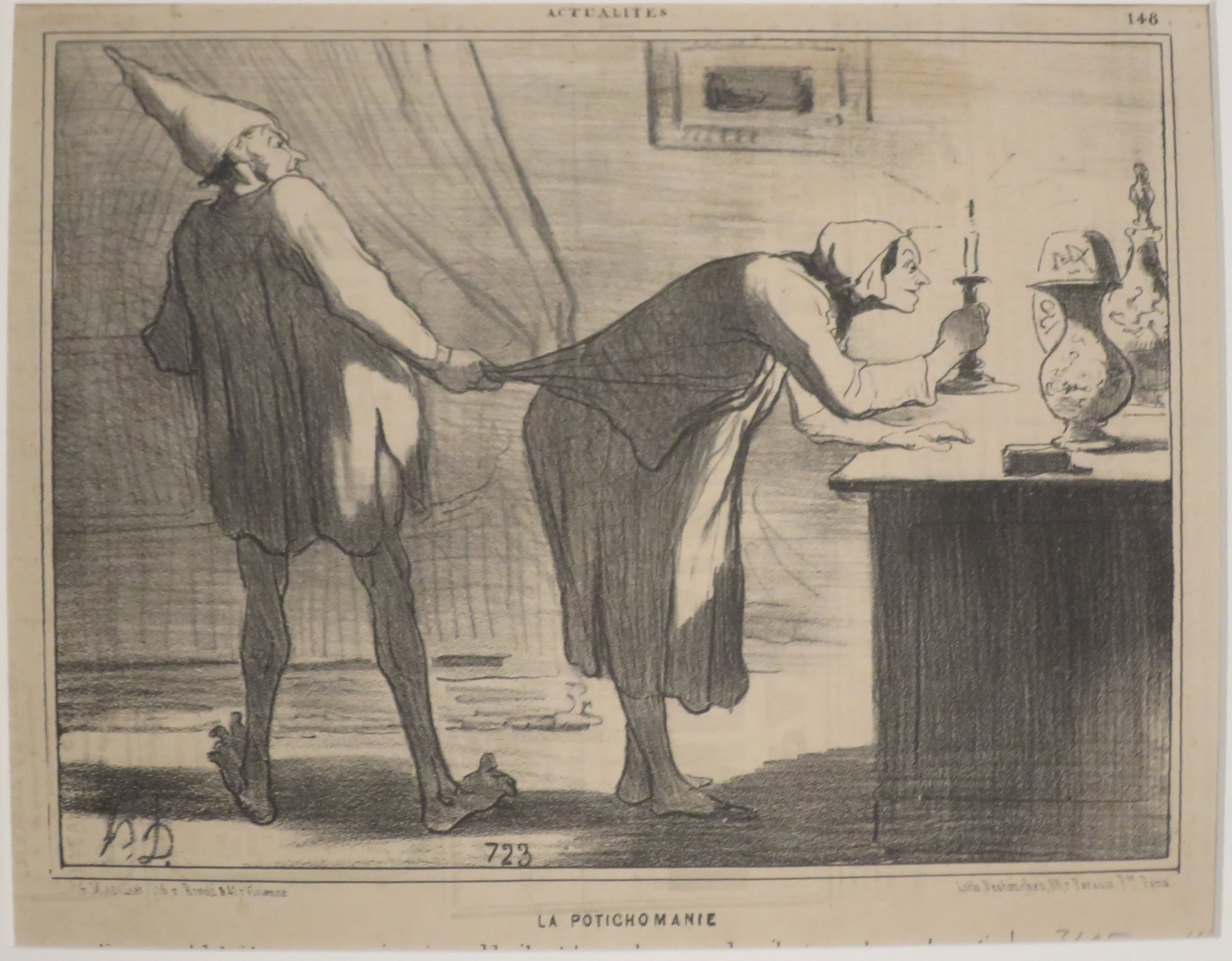
La potichomanie, par Honoré Daumier.

La potichomanie est un procédé inventé au XVIIIe siècle pour imiter la coûteuse porcelaine de Chine. 
Il consiste à découper des illustrations exécutées sur papier, de les coller sur la face intérieure d'un vase en verre puis de recouvrir la surface extérieure du vase par une peinture de fond, de façon à donner à l'ensemble l'apparence de la porcelaine peinte,. La technique de la potichomanie est décrite dans plusieurs ouvrages,,.
Réalisée à partir de papiers illustrés récupérés, bien souvent issus de techniques de gravure, la potichomanie n’exige pas des talents particuliers de dessinateur ou de peintre et se distingue des techniques de peinture sur verre inversé (ou peinture sous verre) ou des techniques de confection des bouteilles de parfum (en:Snuff bottles (鼻烟壶) peintes à l’intérieur. Elle diffère également de la technique du verre églomisé où le dessin est exécuté à la pointe sèche sur une mince feuille d'or ou d'argent fixée sous le verre, puis recouvert par une deuxième couche ou par une plaque de verre.
À l’époque, la potichomanie a souvent été présentée avec dédain ou mépris : « Une de ces manies qui s’emparent de temps à autre des mains de nos jeunes demoiselles » ; « La potichomanie ! une fameuse invention qui a détrôné le crochet, la tapisserie et autres occupations des Pénelopes et des Lucrèces du XIXe siècle. […] La potichomanie est, après le plaqué, l’argenture Christophe, le ruolz et le vin de Champagne à deux francs la bouteille, une de ces inventions qui caractérisent une époque de faux luxe mis à la portée de toutes les bourses. ». Elle a fait l’objet d’une série de lithographies par Honoré Daumier publiée dans le Charivari assorties, selon Léon Rosenthal, de « plaisanteries faciles » à une époque où l'artiste traversait une période d’« heures lamentables ».
La potichomanie n’a pas entièrement disparu au XXIe siècle.